# Ana Romero Masiá
Ana María Romaro Masiá (née à Saint-Jacques-de-Compostelle le 4 janvier 1952) est une historienne, archéologue et professeur espagnole.

## Biographie

### Parcours

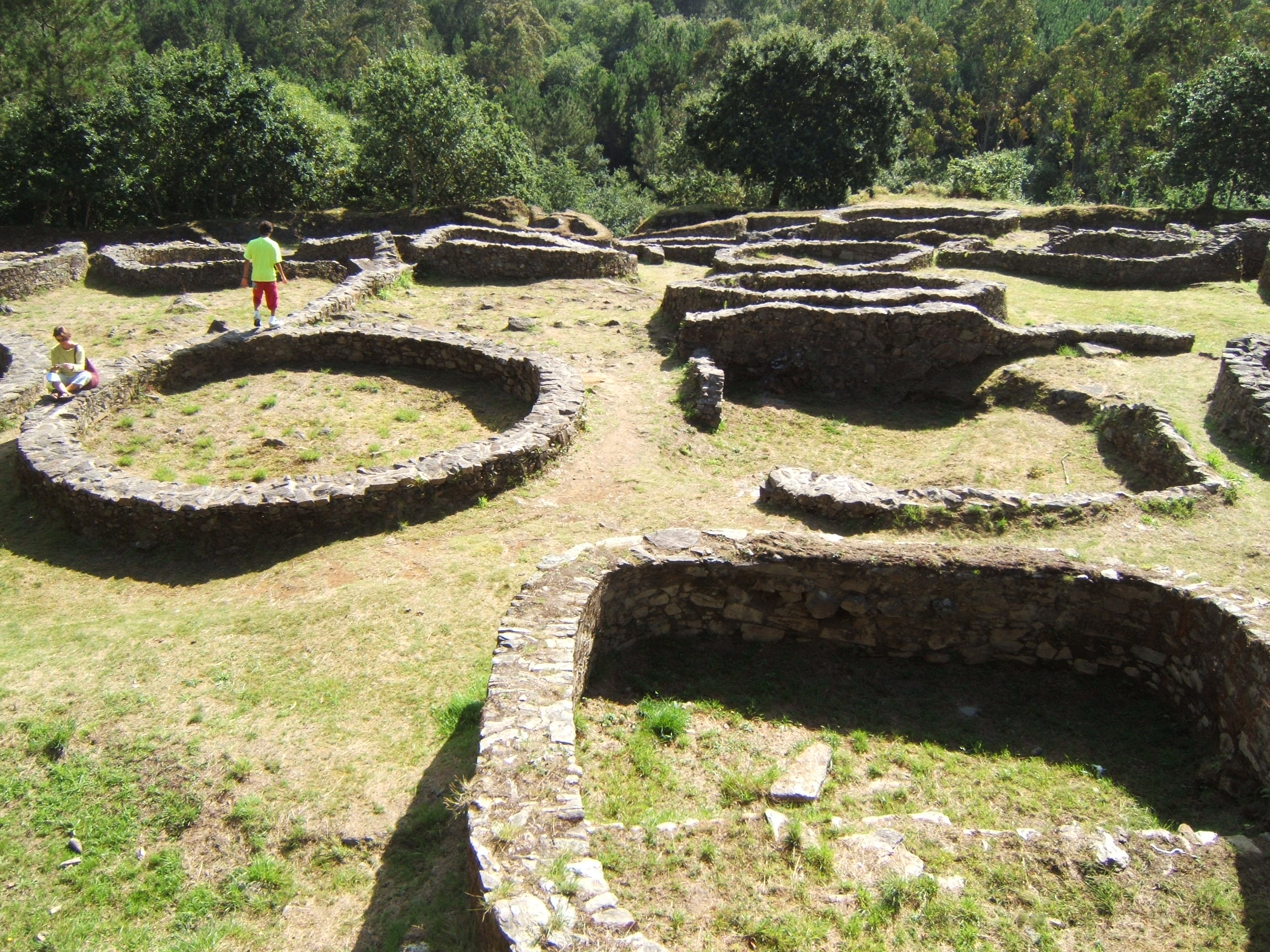
Vue du site du Castro de Borneiro.

Elle est diplômée d'une licence en Histoire ancienne et en Histoire de l'art de l'Université de Saint-Jacques-de-Compostelle et d'un doctorat en Histoire de l'Université de La Corogne.
Pendant les années 1980, elle est l'archéologue chargée des fouilles du castro de Borneiro, site situé en Galice (Espagne) et exemple de la culture des castros de la fin de l'Âge du bronze, occupé entre le IVe siècle av. J.-C. et le Ier siècle av. J.-C.,.
Elle dirige actuellement l'Institut d'enseignement secondaire Monte Das Moas (La Corogne), où elle est également professeur d'histoire-géographie.

### Vie privée
Elle est mariée avec José Manuel Pose Mesura (1950-2012), professeur d'histoire et sous-délégué du Gouvernement,. Sa fille Ana Pose Romarin est professeur de musique au collège Os Remuíños de Laracha.

## Récompenses
En 2011, elle reçoit le prix Luis Tilve pour la Recherche pour son livre Xaime Quintanilla Martínez. Vida e obra dun socialista e galeguista ao servizo da República coécrit avec Carlos Pereira.

### Publications
- 1987 : Castro de Borneiro.
- 1991 : Fontes para o estudio da Torre de Hércules.
- 1992 : Obxectos metálicos no castro de Borneiro.
- 1996 : Antecedentes históricos no tráfico marítimo dos portos galegos con Europa.
- 1997 : Apoio de Ferrol á Coruña no 1889.
- 1997 : A fábrica de tabacos da Palloza. Producción e vida laboral na decana das fábricas coruñesas.
- 1980 : Cultura de los castros.
- 1985 : Os castros: recoñecemento e catalogación.
- 1997 : O hábitat castrexo na ría de Ferrol.
- A Coruña dos Austrias
- A Coruña medieval
- Historia contemporánea e cine. Modelos de aproveitamento didáctico
- Historia de España. Selección documental
- Libro de Sociais de 1.º, 2.º, 3.º e 4.º da ESO [Escuela Secundaria Obligatoria][1]

### Publications en collaboration
- 1979 : Itinerarios naturais: A Frouxeira.
- 1986 : Historia do Mundo Contemporáneo. Textos escogidos.
- 1987 : Historia do Mundo Contemporáneo. Guía do curso.
- 1987 : Traballos prácticos de Xeografía.
- 1988 : Galicia nos textos clásicos. Musée archéologique provincial de La Corogne.
- 1989 : A Coruña romana.
- 1989 : A Historia das civilizacións a través do cine.
- 1989 : Historia do Mundo Contemporáneo. Guía da Revolución Francesa.
- 1990 : Ferrol a través dos textos literarios e históricos. Réédité en 1995.
- 1992 : Castelao, ilustrador de "El cuento semanal".
- 1995 : Diccionario de termos de Arqueoloxía e Prehistoria.
- 1997 : A Coruña na época da Ilustración. 1700-1808.
- 1997 : A Coruña: evolución urbanística. Planos e imaxes.
- 2001 : Republicanismo coruñés. Aproximación histórica e selección documental. 1868-1936.
- 2003 : Germinal. Centro de Estudios Sociais (Cultura obreira na Coruña, 1902-1936). Avec Carlos Pereira.
- 2003 : Severino Chacón. Líder sindical do mundo do tabaco. Fondation Luis Tilve.
- 2005 : O Tratado da Constitución Europea. Visións desde Galiza. Éditions Baía.
- 2011 : Xaime Quintanilla Martínez. Vida e obra dun socialista e galeguista ao servizo da República. Fondation Luis Tilve, avec Carlos Pereira.